# Shinonsen
Shinonsen (新温泉町?) è una cittadina giapponese della prefettura di Hyōgo.